# Daniel Miller (cestista)
Daniel Clayton Miller (Loganville, 1º luglio 1991) è un cestista statunitense.